# هنري بيتس غراب
هنري بيتس غراب (بالإنجليزية: Henry Bates Grubb) هو شخصية أعمال أمريكي، ولد في 6 فبراير 1774 في Hopewell (on Hammer Creek) ‏ في الولايات المتحدة، وتوفي في 9 مارس 1823 في Mount Hope Estate ‏ في الولايات المتحدة.